# Bertil Palmgren
Nils Bertil Palmgren, född 18 april 1920 i Adolf Fredriks församling i Stockholm, död 11 september 2007 i Råsunda församling i Stockholms län, var en svensk filmfotograf.
Han var adoptivson till banktjänsteman Martin Palmgren och hans hustru Lilly.
Han var 1945–1952 gift med Tullia Afzelius-Reeder (1923–2021) och 1954 med Britta Göransson (1924–1994) till hennes död (förut gift med Sture Green). Palmgren är gravsatt i minneslunden på Solna kyrkogård.

## Filmfoto i urval
- 1946 – Möte i natten
- 1947 – Får jag lov, magistern!
- 1948 – Flickan från fjällbyn
- 1949 – Vi flyger på Rio
- 1949 – Kvinnan som försvann
- 1950 – Restaurant Intim
- 1951 – Greve Svensson
- 1956 – Den dödes skugga
- 1958 – Kvinna i leopard
- 1959 – Raggare!